# Cesare Salvadori
Cesare Salvadori (Torino, 22 settembre 1941 – Torino, 8 agosto 2021) è stato uno schermidore italiano, specializzato nella sciabola. Ha vinto una medaglia d'oro e due d'argento nella sciabola a squadre ai Giochi olimpici: oro, come riserva, in squadra con Mario Aldo Montano e Mario Tullio Montano, Michele Maffei e Rolando Rigoli a Monaco di Baviera, argento in squadra con Giampaolo Calanchini, Vladimiro Calarese, Pierluigi Chicca e Mario Ravagnan a Tokyo e con Vladimiro Calarese, Pierluigi Chicca, Michele Maffei e Rolando Rigoli a Città del Messico.
Tifoso del Torino Football Club, fu anche presidente, per quattro anni fino al 2017, della Fondazione Filadelfia che riqualificò il terreno e i resti dell'omonimo stadio, trasformandolo nel centro sportivo sede degli allenamenti della squadra granata.

## Palmarès

### Risultati élite
In carriera ha ottenuto i seguenti risultati:
Giochi olimpici
Individuale
A squadre
- Oro nella sciabola a Monaco di Baviera 1972
- Argento nella sciabola a Tokyo 1964
- Argento nella sciabola a Città del Messico 1968

Mondiali
Individuale
A squadre
- Argento nella sciabola a Parigi 1965
- Bronzo nella sciabola a Vienna 1971
- Bronzo nella sciabola a Göteborg 1973

Universiadi
Individuale
- Argento nella sciabola a Tokyo 1967

A squadre
- Oro nella sciabola a Tokyo 1967
- Bronzo nella sciabola a Porto Alegre 1963

Campionati italiani
Individuale
- Oro nella sciabola nel 1964
- Oro nella sciabola nel 1966
- Oro nella sciabola nel 1967
- Oro nella sciabola nel 1970

A squadre